# Suuwassea emilieae
Suuwassea emilieae es la única especie conocida del género extinto  Suuwassea   (crw.“el primer trueno escuchado en primavera”) de dinosaurio saurópodo dicreosáurido, que vivió a finales del período Jurásico, hace aproximadamente 147 millones de años, en el  Titoniense, en lo que es hoy Norteamérica.

## Descripción
Fue un saurópodo de pequeño tamaño, comparado con los gigantes de su época, que alcanzó los 15 metros de largo, 4 de alto y 5 toneladas de peso. El cráneo presenta un enigmático segundo agujero, Diplodocus y sus parientes presentan solo uno relacionado con el orificio nasal. Esto no se vio nunca en un saurópodo de América del Norte y solo conocido por dos ejemplares de África, Dicraeosaurus y uno de América del Sur, Amargasaurus. La función de este segundo agujero es un misterio. Es interesante que los dos dinosaurios africanos con la misma característica tienen exactamente la misma edad que Suuwassea y que los tres están emparentados con Diplodocus y Apatosaurus, mucho más grandes. La cola terminaba en vértebras cortas y planas, lo que le daba la forma de látigo.

## Descubrimiento e investigación

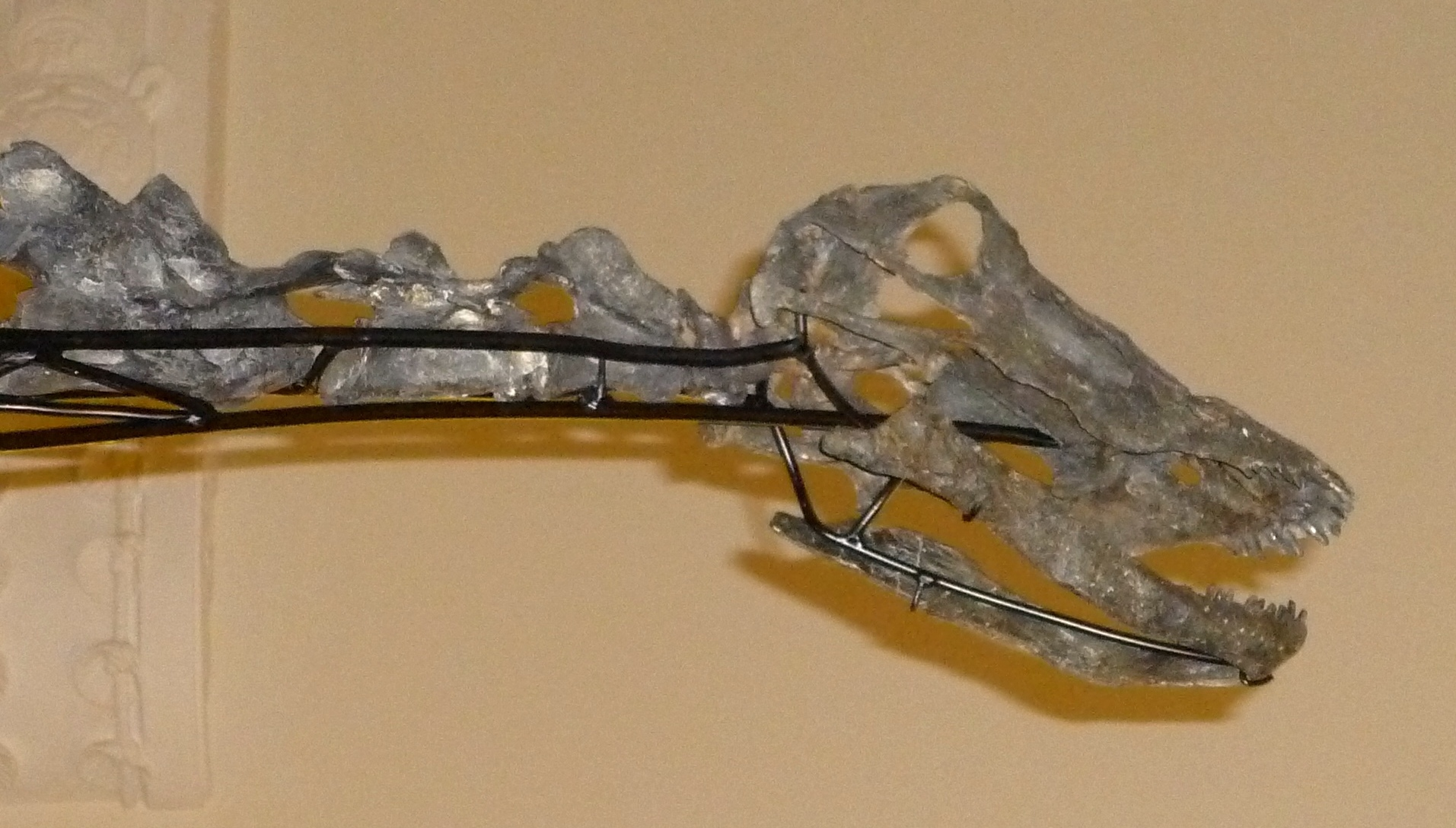
Cráneo expuesto.

Suuwassea se encontró en la Formación Morrison, en el Estado de Montana en los Estados Unidos. El hallazgo lo realizó un profesor de veterinaria de la Universidad de Pensilvania, William Donawick, cuando cabalgaba con su  yerno y  se toparon con un hueso que sobresalía del suelo. Reportaron sus descubrimientos a los expertos de la universidad y se logró extraer de la tierra la mayor parte del esqueleto de un saurópodo pariente del Diplodocus y Apatosaurus, solo que de tamaño algo menor. Los fósiles, que habían sido dejados parcialmente al descubierto por la erosión del terreno, se encontraban en buen estado, ya que incluso se conservaron los huesos del cráneo del animal. En su cercanía los paleontólogos de la Universidad de Pensilvania excavaron parte del esqueleto de una nueva especie de dinosaurio carnívoro, que actualmente es investigada por los expertos del centro. Los restos fósiles se recuperaron en una serie de expediciones durante un período que abarcó los años 1999 y 2000 y fueron descritos por JD Harris y Peter Dodson en 2004. Consisten en un esqueleto parcial desarticulado pero asociado, que incluye series vertebrales parciales y huesos de las extremidades.
Dado que el fósil fue encontrado en un territorio ancestral de la tribu de nativos americanos Crow, la etimología del nombre genérico se deriva de un término en su idioma, suuwassa, “el primer trueno que se escucha en primavera”. La raíz suu, que significa " trueno " y wassa , "antiguo", son un guiño al apodo de "lagarto de trueno" que a menudo se aplica a los saurópodos. El descriptor específico honra a la patrocinadora fallecida de las expediciones que recuperaron el fósil, Emilie deHellebranth.

## Clasificación
Suuwassea fue considerado en un principio un diplodocoide primitivo basal dentro de los Flagellicaudata y diferente a los Dicraeosauridae por el frontal no fusionado y de los Diplodocidae por el arreglo de los huesos alrededor del Foramen magnum, se considera sin embargo como más derivado que la tercera familia de diplodocoides, Rebbachisauridae. Aunque se halla más emparentado con los dicreosáuridos ya que el segundo foramen postparital se lo encuentra en Dicraeosaurus, Tornieria y Amargasaurus. En la descripción original, Suuwassea se colocó como un Flagellicaudata de posición incierta debido al mosaico de caracteres primitivos y derivados que se encuentran tanto en los dicraeosáuridos como en los diplodócidos. Análisis filogenéticos posteriores lo ubicaron como miembro de la subfamilia Apatosaurinae, pero estudios posteriores lo recuperaron como miembro norteamericano de Dicraeosauridae.
El hallazgo de S. emilieae es concurrente con otros hallazgos de saurópodos de tamaño mediano en la sección norte de la Formación Morrison contraria a los hallazgos de animales grandes en los sectores meridionales. Esta diferencia del tamaño era posiblemente debido a los nuevos ambientes creados el retiro en el Jurásico Medio del Mar de Sundance hacia el norte. El análisis filogenético de este saurópodo puso en duda un número de caracteres autapomórficos de Diplodocidae y de Dicraeosauridae, abriendo la posibilidad que estos son diferencias  plesiomorficas conservadas en cada familia. La presencia de caracteres de dicreosáurido en un diplodocoide de Laurasia también planteaba la cuestión del origen y de la distribución de un diplodocoides ancestrales propuesta. Suuwassea planteba preguntas si Flagellicaudata se originó en el Laurasia o en Gondwana. Dicraeosauridae era en ese mon¡mento solamente bien conocido en Gondwana, mientras que hay diplodocoides en Gondwana y Laurasia. Las características primitivas de Suuwassea parcia precisar que este grupo se originó en Laurasia, y luego emigraron a Gondwana. Esto podría también significar que había dicreosáuridos antes de la migración desde Laurasia. Flagellicaudata alternativamente básales habría podido estar por todo el mundo, por el que después de la desintegración del supercontinente Pangea pudiera haberse desarrollado en Gondwana los dicreosaúridos. Aunque todo esto es puesto en entredicho con l actual clasificación de Suuwassea.

### Filogenia
El siguiente cladograma que muestra a Suuwassea entre otros Dicraeosauridae, según Tschopp et al., 2015.
|  | Suuwassea emilieae     |
|  |                        |
|  | Dystrophaeus viaemalae |
|  |                        |

|  | Brachytrachelopan mesai                                                          |
|  |                                                                                  |
|  | \| \| Amargasaurus cazaui \| \| \| \| \| \| Dicraeosaurus hansemanni \| \| \| \| |
|  |                                                                                  |
|  | Amargasaurus cazaui                                                              |
|  |                                                                                  |
|  | Dicraeosaurus hansemanni                                                         |
|  |                                                                                  |

|  | Amargasaurus cazaui      |
|  |                          |
|  | Dicraeosaurus hansemanni |
|  |                          |

|  | Suuwassea emilieae     |
|  |                        |
|  | Dystrophaeus viaemalae |
|  |                        |

|  | Brachytrachelopan mesai                                                          |
|  |                                                                                  |
|  | \| \| Amargasaurus cazaui \| \| \| \| \| \| Dicraeosaurus hansemanni \| \| \| \| |
|  |                                                                                  |
|  | Amargasaurus cazaui                                                              |
|  |                                                                                  |
|  | Dicraeosaurus hansemanni                                                         |
|  |                                                                                  |

|  | Amargasaurus cazaui      |
|  |                          |
|  | Dicraeosaurus hansemanni |
|  |                          |

|  | Suuwassea emilieae     |
|  |                        |
|  | Dystrophaeus viaemalae |
|  |                        |

|  | Brachytrachelopan mesai                                                          |
|  |                                                                                  |
|  | \| \| Amargasaurus cazaui \| \| \| \| \| \| Dicraeosaurus hansemanni \| \| \| \| |
|  |                                                                                  |
|  | Amargasaurus cazaui                                                              |
|  |                                                                                  |
|  | Dicraeosaurus hansemanni                                                         |
|  |                                                                                  |

|  | Amargasaurus cazaui      |
|  |                          |
|  | Dicraeosaurus hansemanni |
|  |                          |

|  | Suuwassea emilieae     |
|  |                        |
|  | Dystrophaeus viaemalae |
|  |                        |

|  | Brachytrachelopan mesai                                                          |
|  |                                                                                  |
|  | \| \| Amargasaurus cazaui \| \| \| \| \| \| Dicraeosaurus hansemanni \| \| \| \| |
|  |                                                                                  |
|  | Amargasaurus cazaui                                                              |
|  |                                                                                  |
|  | Dicraeosaurus hansemanni                                                         |
|  |                                                                                  |

|  | Amargasaurus cazaui      |
|  |                          |
|  | Dicraeosaurus hansemanni |
|  |                          |

|  | Suuwassea emilieae     |
|  |                        |
|  | Dystrophaeus viaemalae |
|  |                        |

|  | Brachytrachelopan mesai                                                          |
|  |                                                                                  |
|  | \| \| Amargasaurus cazaui \| \| \| \| \| \| Dicraeosaurus hansemanni \| \| \| \| |
|  |                                                                                  |
|  | Amargasaurus cazaui                                                              |
|  |                                                                                  |
|  | Dicraeosaurus hansemanni                                                         |
|  |                                                                                  |

|  | Amargasaurus cazaui      |
|  |                          |
|  | Dicraeosaurus hansemanni |
|  |                          |

|  | Suuwassea emilieae     |
|  |                        |
|  | Dystrophaeus viaemalae |
|  |                        |

|  | Brachytrachelopan mesai                                                          |
|  |                                                                                  |
|  | \| \| Amargasaurus cazaui \| \| \| \| \| \| Dicraeosaurus hansemanni \| \| \| \| |
|  |                                                                                  |
|  | Amargasaurus cazaui                                                              |
|  |                                                                                  |
|  | Dicraeosaurus hansemanni                                                         |
|  |                                                                                  |

|  | Amargasaurus cazaui      |
|  |                          |
|  | Dicraeosaurus hansemanni |
|  |                          |

|  | Suuwassea emilieae     |
|  |                        |
|  | Dystrophaeus viaemalae |
|  |                        |

|  | Brachytrachelopan mesai                                                          |
|  |                                                                                  |
|  | \| \| Amargasaurus cazaui \| \| \| \| \| \| Dicraeosaurus hansemanni \| \| \| \| |
|  |                                                                                  |
|  | Amargasaurus cazaui                                                              |
|  |                                                                                  |
|  | Dicraeosaurus hansemanni                                                         |
|  |                                                                                  |

|  | Amargasaurus cazaui      |
|  |                          |
|  | Dicraeosaurus hansemanni |
|  |                          |

|  | Suuwassea emilieae     |
|  |                        |
|  | Dystrophaeus viaemalae |
|  |                        |

|  | Brachytrachelopan mesai                                                          |
|  |                                                                                  |
|  | \| \| Amargasaurus cazaui \| \| \| \| \| \| Dicraeosaurus hansemanni \| \| \| \| |
|  |                                                                                  |
|  | Amargasaurus cazaui                                                              |
|  |                                                                                  |
|  | Dicraeosaurus hansemanni                                                         |
|  |                                                                                  |

|  | Amargasaurus cazaui      |
|  |                          |
|  | Dicraeosaurus hansemanni |
|  |                          |